# Окенит
Окенитът (CaSi2O5·2H2O)  е силикатен минерал, който обикновено се свързва със зеолитите. Най-често се среща като малки бели образувания, прилицащи на памучни топки, в базалтови геоди. Тези образувания са клъстери от прави, излъчващи, влакнести кристали, които са едновременно огъващи се и крехки. Той също така принадлежи към семейството на калциевите силикатни хидрати, които обикновено се срещат във втвърдената циментова паста. В химичната нотация на цимента (CCN) се отбелязва като CaO·2SiO2·2H2O и съкратено като CS2H2.

## Откриване и възникване
За първи път е открит и описан през 1828 г. на остров Диско, Гренландия. Кръстен  е на немския натуралист Лоренц Окен (1779 – 1851). 
Минералите, свързани с окенита, включват апофилит, гиролит, пренит, халцедон, гускрикит и много от основните зеолити. Окенитът се намира в Индия, главно в щата Махаращра. Други находища включват остров Була, Азербайджан; Аранга, Нова Зеландия; Чили; Ирландия и остров Бордо във Фарьорските острови. 